# Час географије (песма)
Час географије је дечија песма која се налази у збирци дечије књижевности Детињство, познате српске песникиње Десанке Максимовић.

## Анализа песме
Ова песма је написана у форми разговора између песникиње, која говори из лика девојчице и њене баке. Девојчица каже баки да је на часу географије учила да је Земља округла. Бака се томе чуди, али својој унуци верује. Девојчица каже да у том случају може да крене на исток и само ходајући у једном правцу, да се врати својој кући. Бака јој каже да Земља може бити и рогљаста, а да би она свеједно морала да се врати до ње. Учитељ је девојчици рекао да је код њих вече, а на другој страни Земље јутро. Бака мисли да се њена унучица шали, али није тако – док они уче, на другој страни нетко спава. Бака у то верује јер и на овој страни ученици краду сами себи дане.

## О песникињи
Десанка Максимовић је српска песникиња, приповедач, романсијер, писац за децу, академик Српске академије наука и уметности, повремено преводилац, најчешће поезије с руског, словеначког, бугарског и француског језика. Писала је песме о детињству, љубави, завичају, природи, животу, пролазности, па и смрти.
Осим њених значајних песмама за младе и одрасле, Десанка Максимови значајна је песникиња за децу. Као и остале песме, и дечије песме обилују прекрасним песничким сликама, богате су стилским фигурама и свака носи лепу поуку. Деца једнако уживају у поезији ове песникиње као и одрасли, наравно, читајући о темема које су им примереније и које могу да разумију. Управо такве песме налазе се у њеној збирци дечје књижевности „Детињство“.